# 𐞓
Cette page contient des caractères spéciaux ou non latins. S’ils s’affichent mal (▯, ?, etc.), consultez la page d’aide Unicode.
𐞓, appelée g crocheté en exposant, g crocheté supérieur ou lettre modificative g crocheté, est un symbole phonétique de certaines variantes de l’alphabet phonétique international. Il est formé de la lettre g crocheté ‹ ɠ › mise en exposant.

## Utilisation
Dans certaines transcriptions de l’alphabet phonétique international (API), non standard depuis 1989, ‹ 𐞓 › peut être utilisé pour indiquer l’articulation occlusive bilabiale injective, par exemple [𐞓ɓ], ou alternativement [ɠ𐞅], pour noter une consonne occlusive injective labiale-vélaire voisée [ɠ͡ɓ] de certains dialectes igbo ou en ega.

## Représentations informatiques
La lettre modificative b crocheté peut être représenté avec les caractères Unicode suivants (Latin étendu – F) :
| formes       | représentations | chaînes de caractères | points de code | descriptions                             | note                            |
| ------------ | --------------- | --------------------- | -------------- | ---------------------------------------- | ------------------------------- |
| modificative | 𐞅               | 𐞓                     | U+10793        | lettre modificative minuscule g crocheté | codé pour le symbole phonétique |